# Euthyas truncata
Euthyas truncata är en kvalsterart som först beskrevs av Leopold Martin Neuman 1874.  Euthyas truncata ingår i släktet Euthyas och familjen Thyasidae. Inga underarter finns listade i Catalogue of Life.